# Малък мозък
Малкият мозък (на латински: cerebellum) е част от централната нервна система. Намира се зад варолиевия мост и продълговатия мозък. Изграден е от три основни части - две полукълба, наподобяващи тези на крайния мозък и тяло наречено червей (vermis). Повърхността на мозъчните полукълба е покрита от мозъчна кора (кортекс). Тя е набраздена от множество успоредно разположени дълбоки гънки. Вътрешността на малкия мозък е изградена от бяло вещество, сред което са разпръснати ядра от сиво вещество.
Функцията на малкия мозък е напълно свързана с регулацията и координацията на движенията на организма. Малкият мозък регулира силата, продължителността и съгласуваността на съкращенията на скелетната мускулатура на тялото, както и мускулния му тонус. За разлика от главния мозък, при малкия връзките на дясното полукълбо управляват дясната част на тялото, и обратно за лявата му част.
Функциите на малкия мозък са:
1. Осъществява несъзнавана сетивна перцепция (свързва обекта със знанията за него)
2. Модулира (оформя)силата на съкращенията на скелетната мускулатура и тонуса
3. Прави движенията точни и координирани. При целенасочени волеви движения малкия мозък получава информация за плана на предстоящото движение и в хода на неговото реално изпълнение, осъществява непрекъснат контрол и при необходимост изпраща коригиращи команди.
4. Участва в заучаването на двигателни умения и сръчности
5. Координира очните движения при проследяване на движещ се предмет, това изисква много точна координация на движенията на очните ябълки, паралелна координация на шийните мускули, за да се получи точен, а не раздвоен образ.
6. Малкия мозък е тясно свързан с вестибуларния апарат и активно участва в поддържането на равновесието.